# الديمقراطية والتربية
الديمقراطية والتربية: مقدمة لفلسفة تربوية هو كتاب صدر عام 1916 من تأليف جون ديوي.